# Domini d'Internet
Els dominis d'Internet són noms de servidors que poden ser fàcilment recordats que s'assignen paral·lelament a una o més adreces IP. L'assignació, però, no és fixa: els noms poden moure's a una altra localització de la topologia d'Internet amb una altra adreça IP.

## Format
Els dominis s'escriuen en els formats: b.a, c.b.a, d.c.b.a... En un nivell estricte caldria acabar-los en un darrer punt (b.a.). Cadascun dels segments (a, b...) és anomenat "etiqueta" (label). Les etiquetes de més a la dreta són d'un conjunt determinat, formats només per caràcters alfabètics. Les altres etiquetes, típicament, són formades per lletres, xifres i guions, però no poden començar per guions ni estar formades només per xifres. Darrerament s'han canviat les normes en alguns subdominis i s'accepten caràcters fora de l'alfabet llatí estricte, però són simplement redireccions a adreces estàndard que els codifiquen. En els noms de domini les majúscules i minúscules són considerades iguals, de manera que Domini.com és el mateix que dOMINI.COM.

## Els dominis d'Internet i les adreces IP
Per mitjà dels servidors de nom de domini DNS, un nom de domini es correspon a una adreça d'Internet que s'identifica per seqüències numèriques del tipus 222.222.222.222. (notació de quatre xifres amb valors que poden anar de 000 al 255 i separades per un punt) que respon a la situació física de l'ordinador on resideixen i des d'on es faciliten els continguts vinculats al domini. Per exemple en lloc de recordar l'adreça IP "145.97.39.155", és més fàcil recordar el domini: www.wikipedia.org.
Un nom de domini pot correspondre a diverses adreces ip (propietat sovint usada per a balancejar càrregues) i diversos noms de domini poden correspondre a una única adreça ip.
wikipedia.org és (a data 21 de maig de 2006):
```
207.142.131.210
207.142.131.246
207.142.131.236
207.142.131.204
207.142.131.248
207.142.131.235
207.142.131.214
207.142.131.213
207.142.131.202
207.142.131.203
207.142.131.206
207.142.131.245
207.142.131.247
207.142.131.205
```

i l'adreça 145.97.39.155 és apuntada, com a mínim (a data 21 de maig de 2006) per:
```
ca.wikipedia.org.
da.wikipedia.org.
de.wikipedia.org.
es.wikipedia.org.
fr.wikipedia.org.
rr.wikimedia.org.
rr.knams.wikimedia.org.
```

## Nivells dels dominis
Existeixen dominis de primer i de segon nivell i es poden formar a partir d'aquestos tants nivells com calgui:
- Els dominis de primer nivell són administrats per un registre centralitzat als Estats Units, conegut per les seves sigles en anglès: ICANN (Corporació d'Internet per l'Assignació de Noms i Nombres). Aquest organisme assigna un domini de primer nivell territorial a cada un dels estats independents del món, d'acord amb la llista d'estats reconeguts per les Nacions Unides. També assigna els dominis genèrics de tres lletres, per exemple el domini .org a l'adreça wikipedia.org. Determinats col·lectius tenen la pretensió d'obtenir de l'ICANN dominis més específics i privatius. Per exemple el domini de primer nivell .eu per la Unió Europea o també el recentment aprovat .cat per la llengua i cultura catalanes. Els dominis de primer nivell també són anomenats dominis d'alt nivell.
- Els dominis de segon nivell són administrats –per delegació de l'ICANN- a cada estat que posseeixi un domini de primer nivell registrat. Estan formats per dues o més lletres i s'escriuen immediatament al davant del codi de domini de primer nivell, separat d'aquest per un punt. Per exemple a l'adreça nnnn.co.jp, el .co (de comercial) és un domini de segon nivell, i .jp és un domini de primer nivell.
- Els dominis de tercer nivell (i la resta de nivells) són generalment utilitzats per reconduir una petició web a una màquina determinada. Per exemple si es connecta a "google.com", automàticament la petició web s'envia a la màquina anomenada "www". Per això és exactament el mateix posar "google.com" que "www.google.com". En canvi si posem l'adreça "images.google.com", la màquina d'entrada "google.com" reenvia la petició web a la màquina anomenada "images".

## Els dominis de primer nivell
Vegeu l'article principal: domini de primer nivell
Les últimes lletres, després de l'últim "punt" del domini d'Internet s'anomenen "dominis de primer nivell" (top-level domains). Els dominis de primer nivell es divideixen en dos grups: dominis de primer nivell genèrics i dominis de primer nivell nivell territorials.

### Dominis genèrics
Vegeu l'article principal: domini de primer nivell genèric
Els dominis de primer nivell genèrics identifiquen el tipus de contingut de les pàgines vinculades al domini o les característiques de l'organització o l'empresa que ha comprat el domini. Atès que hi ha dominis genèrics sense necessitat de patrocini, una designació genèrica no garanteix que el contingut correspongui a les característiques que identifiquen aquest domini.
Els principals dominis genèrics són:
.cat - Per a la llengua i la cultura catalanes
.com - Organitzacions comercials
.net - Estructures de la xarxa Internet
.org - Organitzacions d'una altra mena (sovint sense ànim de lucre o religioses)
.edu - Educació
.info - Agencies d'informació
.int - Organitzacions internacionals (e.g. ONU)
.biz - Negocis
.mil - Militar

### Dominis territorials
Els dominis territorials identifiquen la localització on s'ha contractat el domini, generalment assignat a estats independents encara que no necessàriament han de coincidir amb la ubicació del propietari que els contracta.
Els dominis territorials es refereixen a estats (format per dues lletres, segons el codi ISO). Alguns exemples:
.ad - Andorra
.au - Austràlia
.de - Alemanya
.es - Espanya
.fr - França
.it - Itàlia
.jp - Japó
.lu - Luxemburg
.nl - Països Baixos
.tr - Turquia